# Thảm sát Khu trù mật Vị Thanh - Hỏa Lựu 1959 (Hậu Giang)
Thảm sát Khu trù mật Vị Thanh - Hỏa Lựu 1959 là tên gọi của sự kiện giết người hàng loạt do chính quyền Ngô Đình Diệm gây ra tại hai xã Vị Thanh và Hỏa Lựu, tỉnh Hậu Giang trong 2 năm 1959-1960. Hậu quả là hàng ngàn người được cho là thân Việt Minh bị sát hại. Chỉ tính riêng trong tháng 5 năm 1959 đã có hơn 390 người bị giết hại. Sau khi chính quyền Ngô Đình Diệm bị lật đổ, người ta phát hiện nhiều hồ chôn và tổng số xác chết lên tới con số hàng ngàn..